# 朴準浩
朴 準浩（パク・チュノ、朝鮮語: 박준호、1912年10月5日または1914年10月5日 - 1997年9月1日）は、大韓民国の地方公務員、政治家、実業家。光陽郡・昇州郡・光山郡守、第8代韓国国会議員を歴任した。
号は素巌。

## 経歴
日本統治時代の全羅南道光陽郡光陽邑邑内里出身。日本統治時代は教員試験に合格し、訓導、高興郡属を務めた。1946年大邱師範学校商科（または尋常科）卒業（または3年修了）、その後は全羅南道人事処調査係長・地方課行政係長、全羅南道知事秘書室長、光陽郡・昇州郡・光山郡郡守、全羅南道公報課長・内務局庶務課長・地方課長、忠清北道・全羅北道産業局長、内務部地方局指導課長、行政改革調査委員会委員、共和党全南第9地区委員長、槿英社経営者を務めた。
1997年9月1日、持病によりソウル市新村セブランス病院で死去。享年73。